# Marshall Avery Howe

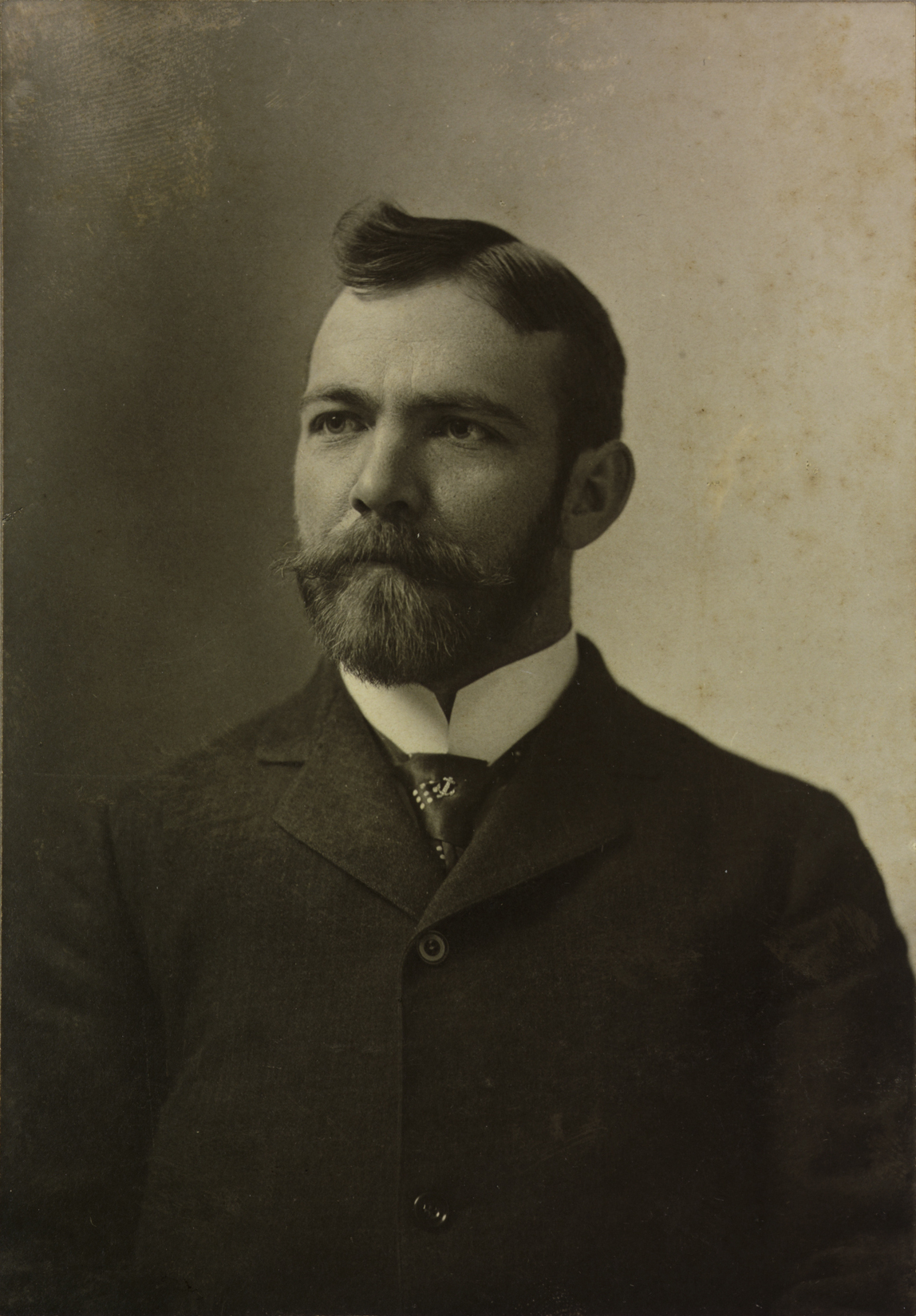
Marshall Avery Howe (1898)

Marshall Avery Howe (* 6. Juni 1867 in Newfane, Vermont; † 24. Dezember 1936 in Pleasantville, New York) war ein US-amerikanischer Botaniker. Er war Kurator und dritter Direktor des New York Botanical Garden.
Howe befasste sich mit Hepaticae, mit Algen und bestimmten Zierpflanzen, darunter Dahlien. Sein Autorenkürzel lautet M.Howe.

## Leben und Wirken
Howe erwarb 1890 einen Bachelor an der University of Vermont. Nach kurzer Tätigkeit als Lehrer an einer High School in Brattleboro, Vermont, erhielt er 1891 eine Anstellung als Instructor für die Botanik der Kryptogamen an der University of California, Berkeley. 1896 ging er an die Columbia University, wo er 1898 bei Lucien Underwood einen Ph.D. erwarb. Anschließend war er Kurator des Herbariums der Universität. Als dieses 1901 im New York Botanical Garden (NYBG) aufging, wurde er dessen wissenschaftlicher Mitarbeiter und 1906 dessen Kurator. 1923 wurde Howe stellvertretender Direktor des NYBG und 1935 als Nachfolger von Elmer Drew Merrill dessen Direktor.
Während seiner 35-jährigen Zugehörigkeit zum NYBG nahm Marshall Howe an zahlreichen Expeditionen teil (Bermuda, Nova Scotia und Neufundland, Florida, Puerto Rico, Bahamas, Jamaika, Panama, Kuba). Zu seinen Aufgaben gehörte neben der Sammlung natürlich auch die Ausstellung der Pflanzen. Seine Fachgebiete waren Lebermoose, Algen (insbesondere solche, die Kalkstein bilden) und Dahlien. Er beschrieb mehr als 120 Arten, mindestens 9 Taxa sind nach ihm benannt.
Marshall Avery Howe war seit 1909 mit Edith Morton Packard († 1928) verheiratet. Das Paar hatte zwei Kinder.

## Auszeichnungen (Auswahl)
- 1903 Fellow der American Association for the Advancement of Science
- 1913 Vizepräsident der Botanical Society of America
- 1919 Ehrendoktorat der University of Vermont
- 1923 Mitglied der National Academy of Sciences[2]
- 1934 Präsident der New York Academy of Sciences
- 1936 Präsident der Torrey Botanical Society[3]